# Gilberto López y Rivas
 (février 2023).
La mise en forme du texte ne suit pas les recommandations de Wikipédia : il faut le « wikifier ».
Les points d'amélioration suivants sont les cas les plus fréquents. Le détail des points à revoir est peut-être précisé sur la page de discussion.
- Les titres sont pré-formatés par le logiciel. Ils ne sont ni en capitales, ni en gras.
- Le texte ne doit pas être écrit en capitales (les noms de famille non plus), ni en gras, ni en italique, ni en « petit »…
- Le gras n'est utilisé que pour surligner le titre de l'article dans l'introduction, une seule fois.
- L'italique est rarement utilisé : mots en langue étrangère, titres d'œuvres, noms de bateaux, etc.
- Les citations ne sont pas en italique mais en corps de texte normal. Elles sont entourées par des guillemets français : « et ».
- Les listes à puces sont à éviter, des paragraphes rédigés étant largement préférés. Les tableaux sont à réserver à la présentation de données structurées (résultats, etc.).
- Les appels de note de bas de page (petits chiffres en exposant, introduits par l'outil «  Source ») sont à placer entre la fin de phrase et le point final[comme ça].
- Les liens internes (vers d'autres articles de Wikipédia) sont à choisir avec parcimonie. Créez des liens vers des articles approfondissant le sujet. Les termes génériques sans rapport avec le sujet sont à éviter, ainsi que les répétitions de liens vers un même terme.
- Les liens externes sont à placer uniquement dans une section « Liens externes », à la fin de l'article. Ces liens sont à choisir avec parcimonie suivant les règles définies. Si un lien sert de source à l'article, son insertion dans le texte est à faire par les notes de bas de page.
- La présentation des références doit suivre les conventions bibliographiques. Il est recommandé d'utiliser les modèles {{Ouvrage}}, {{Chapitre}}, {{Article}}, {{Lien web}} et/ou {{Bibliographie}}. Le mode d'édition visuel peut mettre en forme automatiquement les références.
- Insérer une infobox (cadre d'informations à droite) n'est pas obligatoire pour parachever la mise en page.

Pour une aide détaillée, merci de consulter Aide:Wikification.
Si vous pensez que ces points ont été résolus, vous pouvez retirer ce bandeau et améliorer la mise en forme d'un autre article.
 (février 2023).
Pour les articles homonymes, voir López et Rivas.
Gilberto López y Rivas (Mexico) est une personnalité politique et un anthropologue mexicain, membre du Parti de la révolution démocratique, parti qu'il a quitté en 2003 en dénonçant le manque d'étique et de pragmatisme face au pouvoir. Il a participé au mouvement social étudiant de Mexico de 1968. Il a été député lors des LIVe et LVIIe législatures du Congrès de l'Union. Il a été élu, pour un mandat de 2000 à 2003, chef de Tlalpan, à cette époque délégation du district fédéral (aujourd'hui, municipalité de Mexico). Il est chroniqueur du journal La Jornada. Il a aussi été conseiller de l'Armée Zapatista de Libération Nationale.

## Anthropologue
Docteur en anthropologie de l'université de l'Utah, il est enseignant-chercheur de Institut national d'anthropologie et d'histoire, enseignant en anthropologie par l'Université Nationale Autonome du Mexique et ethnologue de l'École nationale d'anthropologie et Histoire de l'INAH, membre du Sistema Nacional de Investigadores (SNI), chercheur titulaire C du Centre Régional INAH-Morelos, à Cuernavaca, professeur de l'Université Autonome Métropolitaine (1979-1980), de l'École Nationale d'Anthropologie et Histoire, professeur invité à l'Université de La Havane, à Cuba, à l'Université de San Carlos, au Guatemala, au CIMI, Brasilia, au Brésil, directeur de l'ENAH de l'Institut national d'anthropologie et d'histoire (1980-1983), collaborateur de La Jornada et d'autres journaux et revues spécialisés et conférencier national et international sur questions ethniques et nationales.

## Homme politique
Il a été chef de la délégation du gouvernement du District Fédéral à Tlalpan (2000-2003), député fédéral des LIVe et LVIIe législatures, membre de la Commission de Concordia et Pacification (Cocopa) du Congrès de l'Union et des commissions de Asuntos Indígenas, Cultura y Relaciones Internacionales. Il a reçu la médaille Roque Dalton (1987).[réf. nécessaire]
Il a été conseiller de Armée zapatiste de libération nationale (EZLN), conseiller du gouvernement du Nicaragua de 1980 à 1990 et a participé à la Croisade nationale d'alphabétisation (1980).[réf. nécessaire]
Le journaliste a été accusé d'être un ex-agent du KGB. En réponse, López y Rivas a répondu dans une note retranscrite dans le journal Excelsior du 5 mai 2008 : « M. le journaliste : vous êtes de ceux qui croient aux informations extraites de l'ordinateur de Raúl Reyes qui résiste aux bombardements et aux mitraillettes, et que, dans son disque dur, prolifèrent les informations à façon de l'intelligence colombienne ? L'évêque émérite Samuel Ruiz García résiste, tout comme madame Rosaire Ibarra de Pierre, toutes les calomnies en leur encontre. En honneur à la vérité, je vous informe que je n'ai jamais été membre du KGB. Sur la base de mes convictions socialistes, j'ai servi aux États-Unis pour l'Intelligence militaire soviétique, fait duquel je suis fier et duquel j'ai publiquement rendu compte en 2003. Cordialement, Dr. Gilberto López et Rivas. »

## Publications
- Pueblos indígenas en tiempos de la Cuarta Transformación. Bajo Tierra Ediciones, 2020. Prologo de Marcos Roitman. 260 páginas. Acceso libre en:https://www.caminoalandar.org/post/pueblos-ind%C3%ADgenas-en-tiempos-de-la-cuarta-transformaci%C3%B3n
- Las autonomías de los pueblos indígenas en México (editorial libros digitales Armonía, 2012).
- Estudiando la contrainsurgencia de Estados Unidos: manuales, mentalidades y uso de la antropología. Edición impresa en Venezuela, Ministerio de Cultura del Poder Popular, 2012, Segunda edición ampliada digital, octubre de 2012. Acceso libre al libro: http://www.scribd.com/doc/111132132/Dr-Gilberto-Lopez-y-Rivas-Estudiando-la-contrainsurgencia-manuales-mentalidades-y-uso-de-la-antropologia#fullscreen. Cuarta edición corregida y ampliada en 2020 Editorial Plaza y Valdés, con prologo de Néstor Cohan. Acceso libre: https://www.caminoalandar.org/post/estudiando-la-contrainsurgencia-de-estados-unidos-manuales-mentalidades-y-uso-de-la-antropolog%C3%ADa
- Antropología, etnomarxismo y compromiso social de los antropólogos. México: Ocean Sur, 2010.
- El universo autonómico: propuesta para una nueva democracia. México: Plaza y Valdés, 2008.
- Autonomías indígenas en América Latina: nuevas formas de convivencia política. México: Plaza y Valdés, 2005.
- Autonomías: democracia o contrainsurgencia. México: Editorial ERA, 2004.
- Las fuerzas armadas mexicanas a fin del milenio: Los militares en la coyuntura actual. 1999, primera edición.
- Nación y pueblos indios en el neoliberalismo (1995, segunda edición 1996)
- Primo Tapia de la Cruz: un hijo del pueblo (1993)
- El debate de la nación. Cuestión nacional, racismo y autonomía (1992)
- Antropología, minorías étnicas y cuestión nacional (1998)
- Por los caminos de internacionalismo (1987)
- Nicaragua: autonomía y revolución (1986)
- La guerra del 47 y la resistencia popular a la ocupación (1976-1982-2006-2009)
- Conquest and Resistance: The Origin of the Chicano Nacional Minority (1979)
- The Chicano: Life and Struggles of the Mexican Minority in the United States (1973)
- Los chicanos: una minoría nacional explotada (1971, 1973 y 1979)